# Jan Radtke

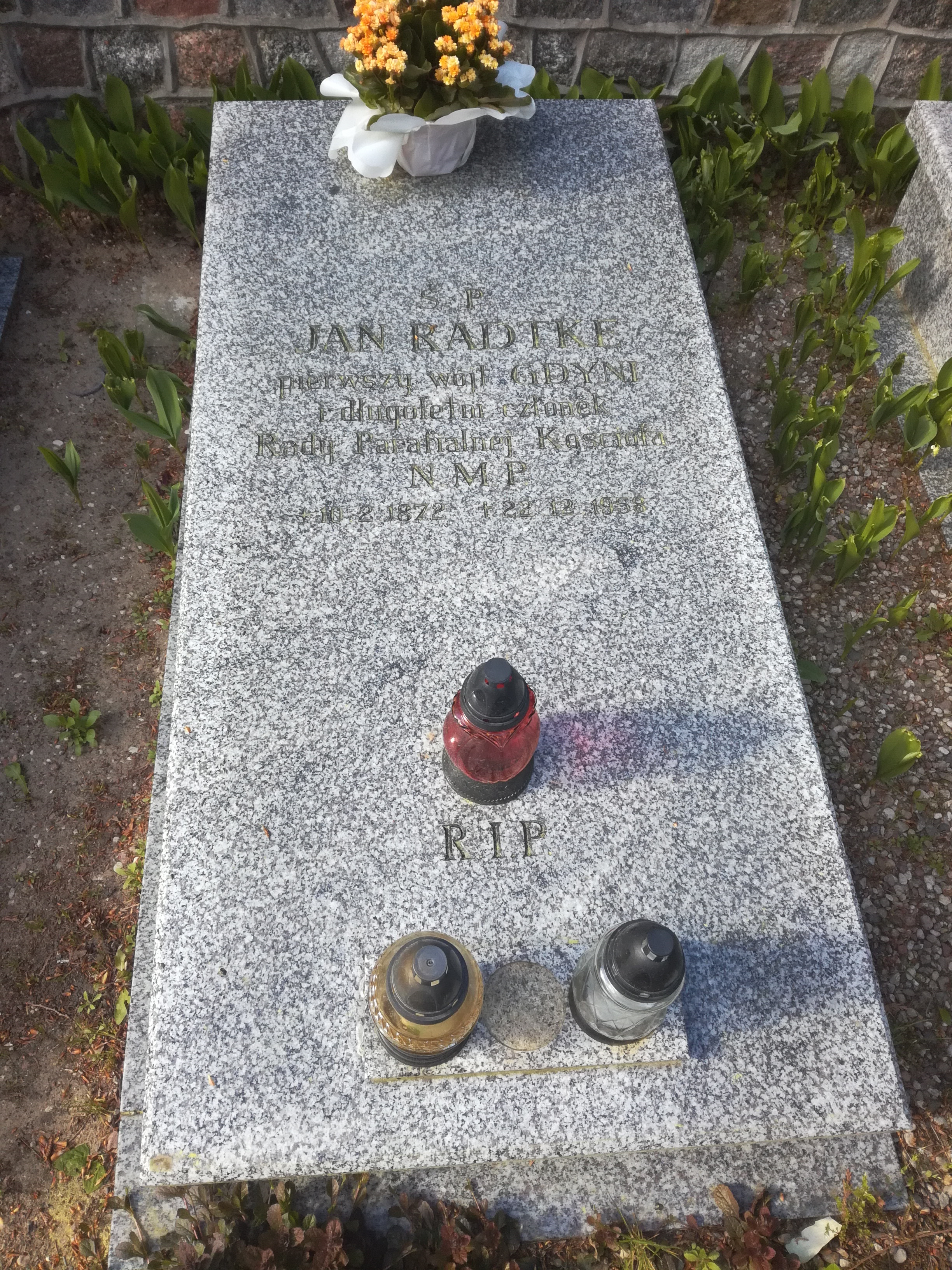
Grób na cmentarzu Witomińskim

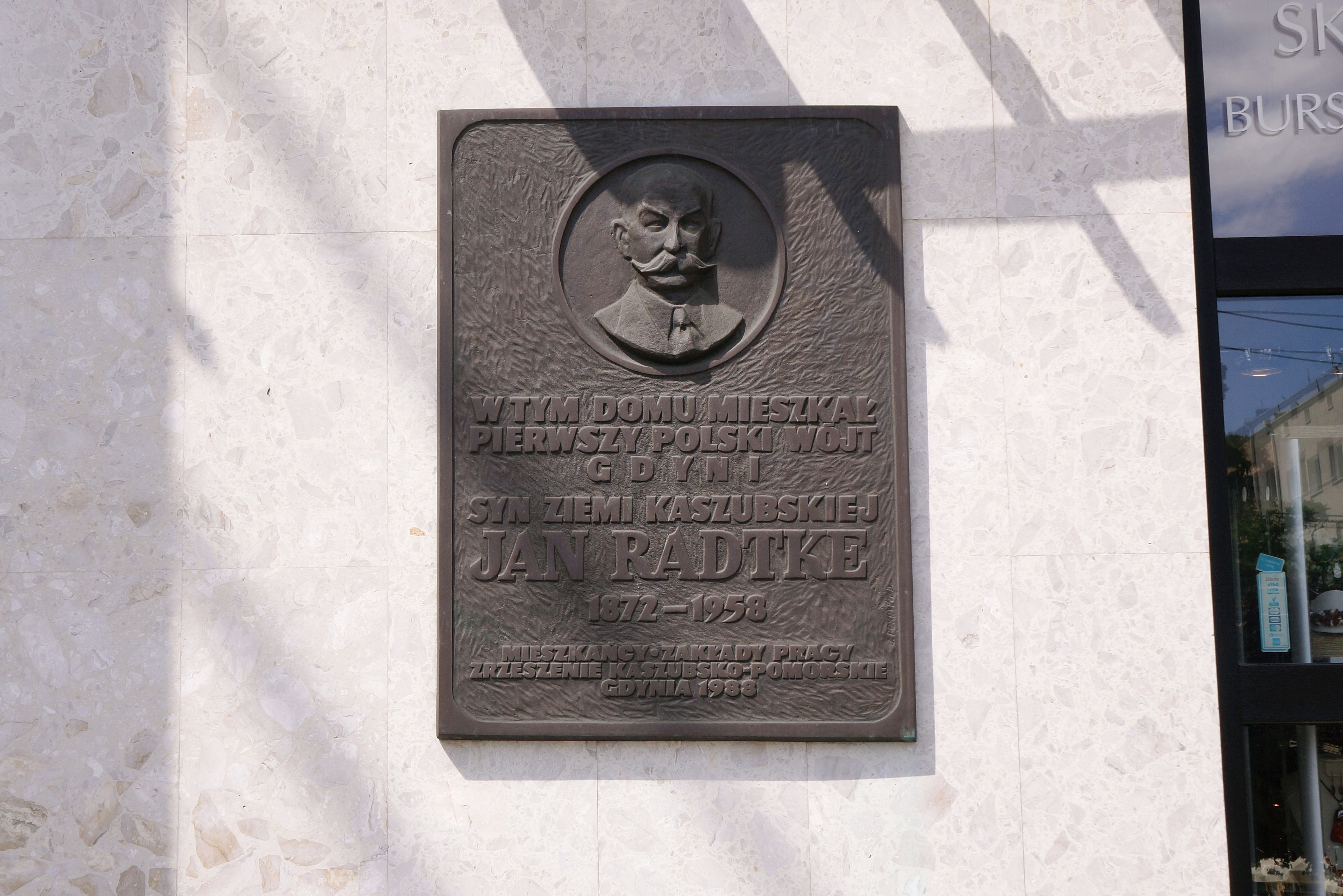
Tablica pamiątkowa na domu własnym przy ul. 10 Lutego 2

Jan Radtke (ur. 10 lutego 1872 w Dębogórzu, powiat pucki, zm. 22 grudnia 1958 w Gdyni) – pierwszy polski wójt Gdyni. 

## Życiorys
Urodził się w rodzinie właściciela 50-hektarowego gospodarstwa Józefa Radtke oraz Julianny z domu Magryan. Miał ośmioro rodzeństwa, cztery siostry i czterech braci. Najmłodszym bratem był Stefan (1890–1940), który został księdzem, budowniczym kościoła Chrystusa Króla w Małym Kacku; zginął w obozie koncentracyjnym w Oranienburgu i jest kandydatem do beatyfikacji. Siostrzeniec Abdon Stryszak (1908–1995) był weterynarzem, członkiem PAN.
Po ukończeniu szkoły rolniczej w Sopocie, po odbyciu praktyk w Starostwie Powiatowym w Wejherowie, podjął pracę jako rządca w majątkach na Żuławach. Od 1910 mieszkał w Gdyni. W 1912 zbudował piętrowy pensjonat dla letników. Zanim Gdynia wraz z Pomorzem wróciła do państwa polskiego, 30 września 1919, z woli miejscowych Kaszubów, Jan Radtke przejął obowiązki sołtysa od Niemca Aarona Jansena. Po objęciu sołectwa wprowadził urzędowy język polski, a na budynku swej siedziby wywiesił biało-czerwoną flagę. Nieco później objął obowiązki wójta obwodu wójtowskiego w Chyloni, obejmującego również swym zasięgiem Gdynię. W ten sposób został pierwszym Polakiem, który sprawował tę funkcję, po 147 latach władzy pruskiej. Po ponownym wyborze w 1922 funkcję wójta gminy i sołtysa wsi Gdyni sprawował do kwietnia 1926.
Był rzecznikiem wykorzystania turystycznego miejscowości, a po odzyskaniu przez Polskę dostępu do morza budowy portu konkurencyjnego dla Gdańska. Zainicjował procedurę wystąpienia o prawa miejskie dla Gdyni (1926). Jego dom przy ul. 10 Lutego był miejscem spotkań obywateli miasta oraz gości sympatyzujących z ideami rozwoju Gdyni, m.in. Antoniego Abrahama, Stefana Żeromskiego, Tadeusza Wendy, Adolfa Nowaczyńskiego, Feliksa Nowowiejskiego.
Prowadził działalność społeczną i kulturalną. Był członkiem Zrzeszenia Miłośników Kaszubszczyzny „Stanica”, Towarzystwa Gimnastycznego „Sokół”, Bractwa Kurkowego, Stowarzyszenia Właścicieli Nieruchomości, objął honorowy patronat nad Pomorską Szkołą Sztuk Pięknych, od 1928 należał do pierwszego zarządu gdyńskiego Oddziału Morskiego Polskiego Towarzystwa Krajoznawczego, a od 1931 był prezesem Związku Towarzystw Śpiewaczych „Dzwon Bałtycki”.
Po wybuchu II wojny światowej został zmuszony przez Niemców do opuszczenia domu. Aresztowany, przez kilka miesięcy przebywał w niemieckim obozie przesiedleńczym w Potulicach. Po powrocie do Gdyni zamieszkał u krewnych w Pustkach Cisowskich. Po wojnie, nękany przez nową władzę podatkami, musiał sprzedać część swoich posiadłości.
Zmarł 22 grudnia 1958. Jego pogrzeb był wielką manifestacją mieszkańców miasta. Został pochowany na cmentarzu Witomińskim w Gdyni (kwatera 3-6-4).

## Odznaczenia
- Srebrny Krzyż Zasługi (7 lutego 1930)[3].

## Upamiętnienie
- 16 września 1989 z inicjatywy Zrzeszenia Kaszubsko-Pomorskiego, na ścianie jego domu przy ul. 10 Lutego 2, odsłonięto poświęconą mu tablicę.
- W 1991 jego imieniem nazwana została ulica w Gdyni[4].
- Przez kilkanaście lat był on również patronem gdyńskiego Gimnazjum Nr 14 przy ul. płk. Dąbka na Obłużu.
- Jan Radtke występuje w filmie i serialu Miasto z morza (2009) w reżyserii Andrzeja Kotkowskiego. Jego postać zagrał Andrzej Grąziewicz[5].